# مطالعات کاربران
مطالعات کاربران (به انگلیسی: Users Studies) بررسی متمرکز بر استفاده کاربران نهایی از سازمان‌ها یا سیستم‌های خدماتی است.

## انواع مطالعات کاربران
بررسی تعامل مستقیم یا غیرمستقیم دسته‌های کاربری با مجموعه خدمات مورد نظر برای رفع نیازهایشان، به دو دسته تقسیم می‌شود:
- مطالعات استفاده (به انگلیسی: Use Studies) با بررسی داده‌های داخلی و خارجی به موضوع، علت و مقدار استفاده می‌پردازد و الگوهای مصرفی استخراج می‌کند.[۷][۸]
- مطالعات رفتار (به انگلیسی: Behavior Studies) با مشارکت میان‌رشته‌ای از روانشناسی، انسان‌شناسی، زبان‌شناسی، علوم ارتباطات، علوم رایانه شیوه و علت استفاده را در قالب فرایندهای مواجهه کاربر با خدمات از منظر شناختی، فرهنگی، اقتصادی بررسی می‌کند.[۹]